# Omgevingsarchitectuurprijs
De Omgevingsarchitectuurprijs (OAP) was een tweejaarlijkse prijs, die werd toegekend voor projecten op het gebied van vormgeving en inrichting van openbare buitenruimte in Nederland. De prijs werd verleend aan de opdrachtgever en de ontwerper van het bekroonde project gezamenlijk. Hij bestond uit een trofee en een geldbedrag, waarbij het laatste voor de ontwerper was bestemd.

## Beschrijving
De Omgevingsarchitectuurprijs werd in 1994 ingesteld en werd toegekend namens de Stichting Omgevingsarchitectuurprijs, die streeft naar meer publieke aandacht voor de kwaliteit van de inrichting van de openbare buitenruimte in Nederland. In de stichting participeren organisaties van stedenbouwkundigen, tuin- en landschapsarchitecten, hoger onderwijs en producenten van bestratingsmateriaal. De stichting werd ondersteund door de Bond van Nederlandse Architecten. Haar secretariaat was gevestigd in Reeuwijk.
De jury van de Omgevingsarchitectuurprijs werd voor iedere editie van de prijs geheel opnieuw samengesteld. Ze werd door het bestuur van de Stichting Omgevingsarchitectuurprijs benoemd, maar is verder onafhankelijk. De jury bestond uit iemand die regelmatig als opdrachtgever verantwoordelijk is voor het realiseren van projecten in de openbare ruimte, iemand met een achtergrond in stedelijke, landschaps- of omgevingsarchitectuur en een civiel ingenieur. Aan de jury voegde het bestuur van de stichting een voorzitter en een secretaris toe. De laatste is echter niet lid van de jury.
Bij haar beoordeling van de ingestuurde projecten, die daadwerkelijk moeten zijn gerealiseerd, keek de jury niet alleen naar het uiteindelijke resultaat, maar ook naar hoe dat resultaat tot stand is gekomen. Zo worden planvorming, opdrachtgeverschap, ontwerp, uitvoering, de wijze waarop materialen zijn gebruikt, beheers- en onderhoudsaspecten en duurzaamheid alle door haar onderzocht.
De Stichting Omgevingsarchitectuurprijs is later opgegaan in het Platform Openbare Ruimte (POR). Sinds 2014 bestaat die stichting niet meer en zijn haar activiteiten overgenomen door Architectuur Lokaal.

## Bekroonde projecten
- 1994: Zilverpark, Lelystad
- 1996: Stadswijk Nieuw Sloten, Amsterdam
- 1998: Vughterstraat, Den Bosch
- 2000: Koningin Emmaboulevard, Hoek van Holland
- 2002: Monnikenhuizen, Arnhem
- 2004: Friezenlaan, Tilburg
- 2006: Afrikaanderplein, Rotterdam